# بطولة الأمم الست للسيدات 2012
بطولة الأمم الست للسيدات 2012 (بالفرنسية: Tournoi des Six Nations féminin 2012)‏ هو الموسم 17 من  بطولة الأمم الست للسيدات. أقيم خلال الفترة 3 فبراير 2012 وحتى 18 مارس 2012، وفاز فيه منتخب إنجلترا الوطني لاتحاد الرغبي للسيدات.